# Martin Wasinski
Martin Wasinski, né le 7 avril 2004 à Liège en Belgique, est un footballeur belge qui joue au poste de défenseur à Schalke 04.

## Biographie

### En club

#### Charleroi SC
Né en Belgique et d’origine polonaise, Martin Wasinski est notamment formé par le Charleroi SC, qu'il rejoint en 2018 après avoir été repéré lors d'un tournoi lorsqu'il jouait au Stade waremmien. 
Il commence sa carrière professionnelle avec Charleroi, jouant son premier match le 22 août 2021, lors d'une rencontre de championnat face au SV Zulte Waregem. Il est titularisé ce jour-là et les deux équipes se neutralisent (2-2 score final).
Le 1er août 2022, Wasinski prolonge son contrat avec Charleroi. Il est alors lié au club jusqu'en juin 2024 avec une option de deux années supplémentaires.

##### KV Courtrai
Le 6 janvier 2023, Wasinski est prêté jusqu'à la fin de la saison au KV Courtrai. Deux jours plus tard il fait sa première apparition pour Courtrai, lors d'un match de championnat contre l'Oud-Heverlee Louvain. Il entre en jeu à la place de Satoshi Tanaka et son équipe s'impose (2-3 score final).
Il est à nouveau prêté à partir du 10 juillet 2023 jusqu'à la fin de la saison 2023-2024, sans option d'achat.
Le 11 avril 2024, les dirigeants carolos annoncent que le contrat de Martin Wasinski qui expire en juin 2024 ne sera pas renouvelé.

#### Schalke 04
Joueur libre, Martin Wasinski signe le 21 juin 2024 un contrat portant sur quatre saisons à Schalke 04, en 2. Bundesliga.  Il y retrouve deux compatriotes belges, à savoir Karel Geraerts et Marc Wilmots, respectivement l'entraîneur principal et le directeur technique.
En manque de temps de jeu dans la Ruhr, il est prêté lors du mercato hivernal 2024-2025 au KRC Genk, dont les dirigeants ont négocié un prêt assorti d'une option d'achat pour quatre saisons supplémentaires, et où il évoluera tout d'abord avec l'équipe U23, le Jong Genk, avec l'objectif de les aider à se maintenir en Division 1B.

### En sélections nationales
Martin Wasinski commence sa carrière internationale avec l'équipe de Belgique des moins de 16 ans. Il est appelé pour la première fois avec cette sélection en novembre 2019. Mais il ne joue qu'un match avec cette sélection, le 11 mars 2020 contre la Hongrie où il est titularisé (défaite 5-3 des Belges).
Avec les moins de 19 ans, Martin Wasinski fait deux apparitions en septembre 2021.